# Географія Вільнянська
Місто Вільнянськ розташоване в північно-східній частині Запорізької області. Відстань від обласного центру м. Запоріжжя по шосейній дорозі — 18 км.
Рельєф місцевості – хвиляста степова рівнина з балками та незначними ярами. Ґрунти краю багатородючі, переважають звичайні чорноземи, які у південній частині переходять в темно-каштанові ґрунти. Рослинний і тваринний світ характерні для степової зони.
Річка (за 1 км) Вільнянка (нині — вервечка ставків, які при надлишку води перетікають один в інший).
Вище за течією на відстані в 1,5 км розташоване село Роздолля, нижче за течією примикає село Смородине, на протилежному березі — села Вільнянка і Новоселівка. До міста зі сходу примикає село Павлівське.
Територія Вільнянська складає 1606,9 га, з яких 50 % потерпають від процесів підтоплення. Перевищення відносних висот у межах міста становить 12 м. Рельєф забудови міста ускладнений чергою балкових понижень, особливо в північній частині, де сьогодні підтоплена найбільша територія. Природно склалося так, що ці пониження є водоприйомниками поверхневого стоку атмосферних опадів і місцями розвантаження підземного потоку води. У
Вільнянську лише невеликий верхній шар ґрунту легкий, далі важкий, нефільтруючий. Отож рівень води весь час піднімається, і це є найбільшою
екологічною проблемою міста.
Пересічна температура січня — 5, 4°, а липня + 21, 9°. Опадів 400 мм на
рік. Періодично бувають суховії та пилові бурі. Площа зелених насаджень
340 га.
Через місто проходить залізниця, яка ділить його на північну та південну частини.
Місто витягнуте вздовж залізниці з заходу на схід, більш розвинута його північна частина.
Вільнянськ має поліцентричну систему обслуговування: старий загальноміський центр, розміщений на перехресті вулиць Соборна і Козацька, підцентр, розміщений по вул. Бочарова в районі багатоповерхової забудови і підцентр, розміщений біля колишнього заводу столових виробів (ВАТ ЗіШ).

### Погода у Вільнянську
- Погода у Вільнянську. sinoptik [Архівовано 5 вересня 2018 у Wayback Machine.]
- Погода у Вільнянську. gismeteo [Архівовано 24 лютого 2019 у Wayback Machine.]
- Погода у м. Вільнянськ [Архівовано 25 лютого 2019 у Wayback Machine.]

Клімат — атлантично-континентальний, з вираженими в літній період посушливими суховійними явищами, які в окремі роки виявляються особливо інтенсивно. Літо тепле, зазвичай починається в перших числах травня і триває до початку жовтня, охоплюючи період близько п'яти місяців. Зима помірно м'яка, часто спостерігається відсутність стійкого сніжного покриву. У середньому, висота сніжного покриву становить 14 см, найбільша — 35 см.
| Клімат Вільнянськ                                       | Клімат Вільнянськ | Клімат Вільнянськ | Клімат Вільнянськ | Клімат Вільнянськ | Клімат Вільнянськ | Клімат Вільнянськ | Клімат Вільнянськ | Клімат Вільнянськ | Клімат Вільнянськ | Клімат Вільнянськ | Клімат Вільнянськ | Клімат Вільнянськ | Клімат Вільнянськ |
| Показник                                                | Січ.              | Лют.              | Бер.              | Квіт.             | Трав.             | Черв.             | Лип.              | Серп.             | Вер.              | Жовт.             | Лист.             | Груд.             | Рік               |
| Середній максимум, °C                                   | −2                | −1                | 5                 | 14                | 21                | 25                | 26                | 25                | 20                | 12                | 6                 | 0                 | 13                |
| Середня температура, °C                                 | −4,2              | −2,9              | 1,7               | 9,9               | 16,4              | 20,2              | 22,0              | 21,2              | 16,2              | 9,5               | 3,8               | −1,8              | 9,4               |
| Середній мінімум, °C                                    | −6                | −5                | −1                | 5                 | 11                | 15                | 16                | 15                | 11                | 6                 | 1                 | −3                | 5                 |
| Норма опадів, мм                                        | 49                | 39                | 36                | 38                | 46                | 60                | 48                | 40                | 32                | 27                | 43                | 52                | 510               |
| ------------------------------------------------------- | ----------------- | ----------------- | ----------------- | ----------------- | ----------------- | ----------------- | ----------------- | ----------------- | ----------------- | ----------------- | ----------------- | ----------------- | ----------------- |
| Джерело: https://www.meteoprog.ua/ua/weather/Volnyansk/ |                   |                   |                   |                   |                   |                   |                   |                   |                   |                   |                   |                   |                   |

Середня річна температура +9,0 °C, середня температура в липні +22,8 °C, а в січні —4,9 °C.
Середня глибина промерзання ґрунту — 0,8 м, максимальна — близько 1 м.
За умовами забезпеченості вологою територія міста належить до посушливої зони. Середньорічна кількість опадів становить 443 мм, а випаровування з поверхні суходолу — 480 мм, з водної поверхні — 850 мм. При цьому влітку часто спостерігаються зливи, що сильно розмивають поверхню ґрунту.
Відносна вологість повітря о 13 годині становить 60 %, найменша — 40 % — спостерігається в липні — серпні.
Переважні напрямки вітру в теплий період — північний і північно-східний, у холодний період — північно-східний і східний. Середня швидкість вітру становить 3,8 м/сек, посилюючись до 4,2 м/сек на околицях міста. Максимальна швидкість вітру, до 28 м/сек, спостерігається один раз на 15-20 років.
Щороку, у середньому, місто вкрито туманом 45 днів на рік. Найбільше число туманів — 60 на рік.